# 堅克·維吾爾
堅克·卡希爾·維吾爾（英語：Cenk Kadir Uygur，1970年3月21日—），土耳其裔美國政治評論家、專欄作家，以網絡政治評論節目《青年土耳其人》聞名（與20世紀的青年土耳其黨人無關），政治立場屬典型左派進步主義。賓夕凡尼亞大學華頓商學院管理學理學士、哥倫比亞大學法學院法律博士畢業後，在首都華盛頓特區Drinker Biddle & Reath和紐約市Hayes & Liebman兩家律師行任律師，其後才步入政治評論界。
在伊斯蘭教家庭長大，然今成為無神論者。儘管早年是共和黨員，並曾於保守派雜誌及報刊發表評論。因不滿共和黨在1998年發動克林頓彈劾案，在2000年美國總統選舉後轉為無黨派，開始批評小布什發動伊拉克戰爭。2016年支持伯尼·桑德斯參加2016年美國總統選舉，2017年唐納德·特朗普成為美國總統後，他組織「正義民主黨人」（Justice Democrats），支持進步派民主黨候選人，以挑戰溫和派和保守派民主黨候選人，不少是現任政治人物，包括州長、州議員及國會議員。